# Beaune
 Beaune  es una población y comuna francesa de la región de Borgoña-Franco Condado, perteneciente al departamento de Côte-d'Or. Es la subprefectura de su distrito y el chef-lieu de los cantones Beaune-Nord y Sud.

## Demografía
| 10 114                    | 8344 | 9298 | 9947 | 10 585 | 10 678 | 11 362 | 10 969 | 10 453 | 10 715 | 10 907 | 11 176 | 11 421 | 12 038 | 12 146 | 12 470 | 13 726 | 13 887 | 13 540 | 13 049 | 11 661 | 11 990 | 11 862 | 12 161 | 11 990 | 13 175 | 15 367 | 16 874 | 19 060 | 20 207 | 21 289 | 21 923 | 22 012 |
| (Fuente: INSEE y Cassini) |      |      |      |        |        |        |        |        |        |        |        |        |        |        |        |        |        |        |        |        |        |        |        |        |        |        |        |        |        |        |        |        |

## Monumentos

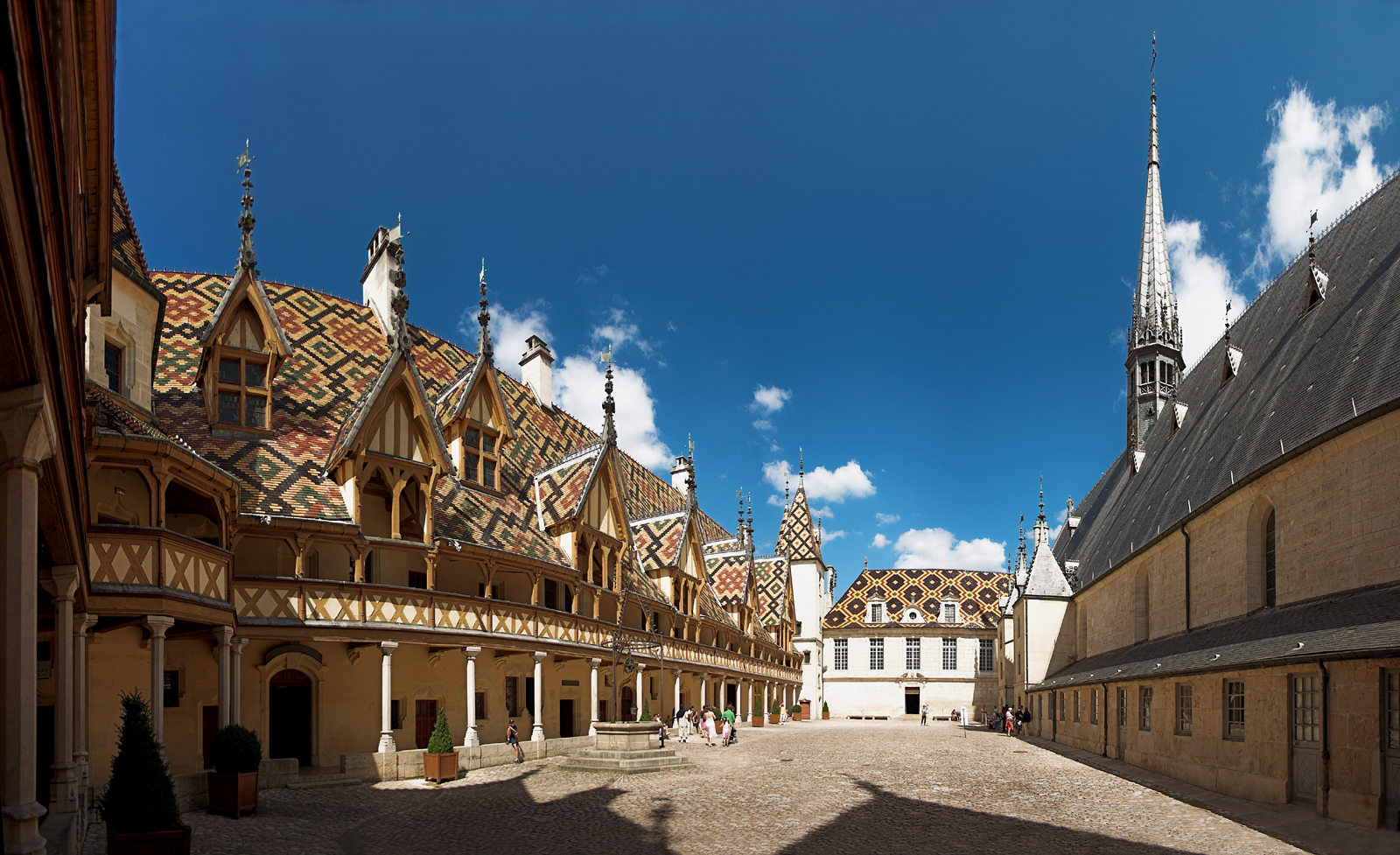
Palacio Hôtel-Dieu

La ciudad conserva su casco histórico rodeado por una muralla. Su principal monumento histórico-artístico es el Hôtel-Dieu de Beaune (1443). Entre sus monumentos religiosos destacan la colegiata de Notre-Dame y la iglesia de San Nicolás.

## Economía
La viticultura juega un rol preeminente en la economía de Beaune.